# Ryan van Dijk
Ryan van Dijk (Zevenaar, 28 mei 1990) is een voormalig Nederlandse profvoetballer, met zijn enige officiële wedstrijden gespeeld bij FC Oss.
Van Dijk genoot de gezamenlijke jeugdopleiding van N.E.C. en FC Oss. In juli 2009 stapte hij over naar Jong NEC Nijmegen. Aan het begin van het seizoen 2011/12 stapte Van Dijk transfervrij over naar FC Oss. Na in één seizoen zes keer te hebben gespeeld in de Jupiler League vertrok hij transfervrij naar Sportclub N.E.C.. Hij maakte zijn profdebuut als invaller voor FC Oss in de wedstrijd tegen SC Cambuur. Van Dijk sloot zich in de zomer van 2016 aan bij ASWH. Na 2 seizoenen ASWH koos Ryan voor de stap naar VV Smitshoek. Sinds het seizoen 2023/2024 speelt Ryan zijn wedstrijden bij VV Rhoon.
Sinds 16 augustus 2023 is hij werkzaam als accountmanager Partnerships bij ADO Den Haag.

## Carrière
| Seizoen | Club             | Competitie           | Wed. | Doelp. |
| ------- | ---------------- | -------------------- | ---- | ------ |
| 2010/11 | NEC Nijmegen     | Eredivisie           | 0    | 0      |
| 2011/12 | FC Oss           | Eerste Divisie       | 8    | 0      |
| 2012/16 | Sportclub N.E.C. | Zondag Hoofdklasse C | 84   | 7      |
| 2016/18 | ASWH             | Derde Divisie        | 21   | 2      |
| 2018/23 | VV Smitshoek     | Zaterdag Hoofdklasse | 72   | 2      |
| 2023/24 | Sportclub N.E.C. | Derde Klasse         | 7    | 1      |
| Totaal  | Totaal           | Totaal               | 192  | 12     |